# Kayhan Özer
Kayhan Özer (Adana, 11 giugno 1998) è un velocista turco.
Ha vinto 3 titoli ai Campionati dei Balcani e 2 al coperto.
Ha partecipato alla staffetta veloce ai Giochi olimpici del 2020 dove la sua squadra è stata squalificata.

## Palmarès
| Anno | Manifestazione               | Sede     | Evento      | Risultato  | Prestazione | Note |
| ---- | ---------------------------- | -------- | ----------- | ---------- | ----------- | ---- |
| 2021 | Giochi olimpici              | Tokyo    | 4 × 100 m   | Batteria   | dq          |      |
| 2022 | Europei                      | Monaco   | 4 × 100 m   | 7º         | 39"20       |      |
| 2023 | Europei indoor               | Istanbul | 60 m piani  | Semifinale | 6"67        |      |
| 2023 | Giochi mondiali universitari | Chengdu  | 100 m piani | 6º         | 10"25       |      |
| 2023 | Giochi mondiali universitari | Chengdu  | 4 × 100 m   | 7º         | 39"69       |      |
| 2024 | Mondiali indoor              | Glasgow  | 60 m piani  | Semifinale | 6"65        |      |
| 2024 | World Relays                 | Nassau   | 4 × 100 m   | Batteria   | 40"04       |      |
| 2024 | Europei                      | Roma     | 100 m piani | Semifinale | 10"45       |      |
| 2024 | Europei                      | Roma     | 4×100 m     | Batteria   | 39"57       |      |
| 2024 | Giochi olimpici              | Parigi   | 100 m piani | Batteria   | 10"34       |      |